# Przedmieście Szczebrzeszyńskie
Przedmieście Szczebrzeszyńskie – wieś w Polsce położona w województwie lubelskim, w powiecie biłgorajskim, w gminie Turobin na południowy wschód od Turobina, przy drodze wojewódzkiej nr 848.  
W latach 1975–1998 miejscowość administracyjnie należała do województwa zamojskiego.
Wieś jest sołectwem w gminie Turobin. Według Narodowego Spisu Powszechnego z roku 2011 wieś liczyła 357 mieszkańców i była szóstą co do liczby ludności miejscowością gminy.